# Tomorrow
„Tomorrow“ je píseň americké rockové skupiny Kiss vydaná na albu Unmasked. Píseň napsal Paul Stanley. Song vyšel jako třetí singl z alba. Tato píseň nikdy nezazněla na žádném koncertě skupiny.

## Sestava
- Paul Stanley – zpěv, rytmická kytara
- Gene Simmons – zpěv, basová kytara
- Ace Frehley – sólová kytara, basová kytara
- Peter Criss – zpěv, bicí, perkuse